# سروجاوة
سروجاوة (بالكردية: سەروچاوە)‏؛ (نقحرة: ساروشاوا) هي قرية تتبع إداريًا ناحية بيتواتة في قضاء رانية، ضمن قرى محافظة السليمانية في اقليم كردستان العراق. تقع على بعد 18 كم من مركز القضاء، وحوالي 7 كم عن مدينة حاجیاوة.